# Phthalsäureester

o-Phthalsäurealkylester
R^{1}, R^{2} =C_{n}H_{2n+1} (n = 4–15)

Phthalsäureester [ˈftaːl…] (Phthalate) sind Ester der Phthalsäure (= 1,2-Benzoldicarbonsäure) mit verschiedenen Alkoholen, meist Alkanolen. Auch die Salze der Phthalsäure werden Phthalate genannt.

## Verwendung
Der überwiegende Teil der industriell in großen Mengen erzeugten Phthalate wird als Weichmacher für Kunststoffe wie PVC, Nitrocellulose oder synthetisches Gummi verwendet. Die wichtigsten Vertreter der Phthalate sind Diethylhexylphthalat, (DEHP, Veresterungsprodukt aus o-Phthalsäure mit 2-Ethylhexanol, wird teilweise alternativ als „Dioctylphthalat“ DOP bezeichnet, ist als Isomer aber chemisch davon zu unterscheiden: Di-n-octylphthalat) und Diisononylphthalat (DINP). Dimethyl-, Diethyl- oder Dibutylphthalat kommen auch als Bestandteil von Kosmetik oder Körperpflegemitteln und pharmazeutischen Produkten zum Einsatz.
Im Jahr 2010 wurde der Markt noch von Weichmachern auf Phthalat-Basis dominiert, gesetzliche Bestimmungen und steigendes Umweltbewusstsein erzwingen jedoch immer öfter den Einsatz phthalatfreier Weichmacher.

## Analytik
Die zuverlässige qualitative und quantitative Bestimmung der Phthalsäureester gelingt nach adäquater Probenvorbereitung in verschiedenen Untersuchungsmaterialien durch die Kopplung der Gaschromatographie mit der Massenspektrometrie oder durch Kopplung mit der HPLC.

## Toxikologie
Mit BBP, DBP, DEHP, DIBP, BMEP, PIPP, DIPP, DPP und DnHP stehen neun Phthalsäureester auf der Kandidatenliste der besonders besorgniserregenden Stoffe der ECHA (SVHC). Bei der Bewertung von Phthalaten muss man zwischen niedermolekularen (DEHP, DBP u. a.) und höhermolekularen Phthalaten (DINP, DIDP, DPHP u. a.) unterscheiden. DINP und DIDP wurden im Rahmen eines EU Risk Assessments umfassend untersucht. Beide Produkte sind inzwischen auch im Rahmen von REACH registriert. Bei BBP, DBP und DEHP bestehen seit Februar 2015 nur noch Zulassungen für medizinische Verpackungen; bei DIBP ist keine Verwendung mehr zugelassen.
Niedermolekulare Phthalate sind gesundheitlich problematische Verbindungen, da sie im Verdacht stehen, wie Hormone zu wirken und beispielsweise Unfruchtbarkeit, Übergewicht, Diabetes und Herzkrankheiten beim Mann hervorzurufen. Eine EU-Untersuchung konnte nicht ausschließen, dass niedermolekulare Phthalate, Parabene und PCB unter anderem den Hormonhaushalt von männlichen Föten und Kindern stören und so zu einer Feminisierung führen. Laut einer Studie aus den USA könnten Phthalate ebenfalls ein Risikofaktor für Frühgeburten sein. Eine kanadische Studie, veröffentlicht im April 2015, fand keinen Zusammenhang zwischen verminderter Fruchtbarkeit (längere Zeit bis zur Schwangerschaft) und den Phthalatkonzentrationen im Urin von Frauen.
Bei den in Medikamenten verwendeten Phthalaten gab es lange keine Hinweise auf eine Schädigung im Menschen, trotzdem schlug die EMA eine Beschränkung des Einsatzes vor, da tierexperimentelle Studien auf Schädigungen durch ausreichende Dosen hinwiesen.
In einer dänischen Kohortenstudie wurde 2019 eine Erhöhung des Risikos für östrogenrezeptorpositiven (ER+) Brustkrebs beobachtet, das bei höchster Exposition verdoppelt war. Es wurde eine direkte Korrelation zwischen Höhe der Exposition und der Risikoerhöhung beobachtet. Die Exposition erfolgte über die Einnahme von phthalat-haltigen Medikamenten (Mesalazin, Budesonid, Lithium und Bisacodyl, Phthalate: Dibutylphthalat, Celluloseacetatphthalat, Hypromellosephthalat und Polyvinylacetatphthalat). Die Expositions-Daten stammten aus dem dänischen Arzneimittelregister, die Erkrankungsdaten aus dem dänischen Krebsregister. Beobachtungszeit war von 2005 bis 2018. Es wurden 1,12 Mio. Frauen beobachtet, 14 % der Frauen waren über die Pharmazeutika exponiert, 27111 Fälle von Brustkrebs traten in der Beobachtungszeit auf.

## Epidemiologische Studien
In neueren epidemiologischen Studien werden die im Abschnitt Toxikologie erwähnten Forschungsergebnisse teilweise bestätigt und Hinweise auf künftige Forschungsschwerpunkte gegeben.
Phthalatexposition führt in den USA zu rund 100.000 zusätzlichen Todesfällen pro Jahr und zu Kosten von ca. 40 Milliarden $ durch Produktionsausfälle.

## Verbreitung
Auf Grund der weltweiten Verbreitung von Weichmachern in der Umwelt konnten Phthalate auch in der Rohmilch von Kühen nachgewiesen werden.
Aufsehen erregte ein Beitrag des WDR-Magazins Plusminus, der auf Phthalate in Medikamenten hinwies. Auch das Verbrauchertest-Magazin Öko-Test, die Stiftung Warentest und ausgewählte Studien veröffentlichen immer wieder Ergebnisse zu Phthalaten in verschiedenen Verbraucherprodukten wie in Kinderspielzeug, Sexspielzeugen, Speiseölen oder Gummiprodukten. Der Bund für Umwelt und Naturschutz Deutschland testete 2019 in einer Stichprobe vier Lichterketten. Die Grenzwerte der RoHS-Richtlinien, für die beiden gemessenen Phthalate DEHP bzw. DBP, wurden bei drei der vier Produkte massiv überschritten. Zudem wird im Film Plastic Planet auf die globale Verbreitung von Plastik im Allgemeinen und diverse Gesundheitsgefahren der darin enthaltenen Weichmacher im Besonderen hingewiesen.
Als Weichmacher finden sie hauptsächlich bei Produkten aus PVC und bestimmten thermoplastischen Elastomeren Anwendung. In den meisten Standardkunststoffen wie z. B. polyolefinischen Verpackungsmaterialien sind sie nicht enthalten.
In einer Studie wurde die Migration oder Elution von Phthalsäureestern aus Polyethylenterephthalat-Flaschen für Softdrinks gemessen. Die höchsten Werte enthielten Getränke, die mit Kaliumsorbat konserviert waren oder die den geringsten pH-Wert aufwiesen. Die gemessenen Werte waren kein Risiko für die Gesundheit, durch Akkumulation könnten sich aber auch geringe Mengen mit der Zeit anreichern.

## Schutzmaßnahmen
Der Arbeitshandschuhhersteller Marigold gibt für seine Latex-Laborhandschuhe eine Durchbruchzeit von > 480 Minuten für Dioctylphthalate an, was darauf hindeutet, dass Latex eine gute Barriere zu sein scheint. Zu bedenken ist, dass Laborhandschuhe aus dickem Latex bestehen und selten großen mechanischen Spannungen ausgesetzt sind.
Der Kunststoffhersteller Semadeni gibt in seinem Produktkatalog 2007 an, dass Latex unter Einwirkung von Dioctylphthalat „nicht beständig“ ist.
Ein Ausschuss im US-Kongress einigte sich nach Informationen von US-Medien vom 29. Juli 2008 auf ein Verbot von Phthalaten, die weithin als Beimischung für Kunststoffe verwendet werden.
Welche Arzneimittel Phthalate enthalten, können Apotheken über die ABDA-Datenbank ermitteln.
Bei Kosmetika sind einzelne Phthalate bereits verboten, die Details sind in der deutschen Kosmetik-Verordnung zu finden; die Verpackungsaufschrift muss über die anderen (zum Beispiel DMP und DEP) informieren.
Neben Weichmachern gibt es auch Hartmacher in Kunststoffen; siehe Bisphenol A (BPA).

## Liste der Phthalate
Einige Phthalate stellen Isomerengemische aus verschiedenen verzweigten und/oder unverzweigten Einzelsubstanzen in verschiedenen Konzentrationen dar. Deren Eigenschaften sind meist sehr ähnlich. Selbst in der Fachliteratur finden sich gelegentlich unpräzise Zuordnungen.
| Name                                                                | Acronym   | Strukturformel des Phthalats | CAS-Nr.                 | Stereoisomere [Anzahl] | Verwendung |
| ------------------------------------------------------------------- | --------- | ---------------------------- | ----------------------- | ---------------------- | --- |
| Dimethylphthalat                                                    | DMP       |                              | 131-11-3                | nein                   | |
| Diethylphthalat                                                     | DEP       |                              | 84-66-2                 | nein                   | Dispersionsfarben und Kunststoffputze, Parfüm-Fixateur und Vergällung des Parfümalkohols                                       |
| Diallylphthalat                                                     | DAP       |                              | 131-17-9                | nein                   | Reaktivverdünner bei der Strahlenhärtung                                                                                       |
| Dipropylphthalat                                                    | DPRP      |                              | 131-16-8                | nein                   | |
| Dibutylphthalat                                                     | DBP       |                              | 84-74-2                 | nein                   | universeller Weichmacher |
| Diisobutylphthalat                                                  | DIBP      |                              | 84-69-5                 | nein                   | universeller Weichmacher |
| Butylcyclohexylphthalat                                             | BCP       |                              | 84-64-0                 | nein                   | |
| Dipentylphthalat                                                    | DPP       |                              | 131-18-0                | nein                   | |
| Dicyclohexylphthalat                                                | DCHP      |                              | 84-61-7                 | nein                   | Weichmacher für Folienlacke, insbesondere für Zellglas                                                                         |
| Benzylbutylphthalat                                                 | BBP       |                              | 85-68-7                 | nein                   | Weichmacher bei Polystyrol, Polyvinylacetat, Cellulosenitrat, Ethylcellulose, Celluloseacetobutyrat, Alkydharzen und Acrylaten |
| Dihexylphthalat                                                     | DnHP      |                              | 84-75-3                 | nein                   | |
| Diisohexylphthalat                                                  | DIHxP     |                              | 68515-50-4              | nein                   | |
| Diisoheptylphthalat                                                 | DIHpP     |                              | 41451-28-9              | nein                   | |
| Butyldecylphthalat                                                  | BDP       |                              | 89-19-0                 | nein                   | |
| Bis(2-ethylhexyl)phthalat                                           | DEHP, DOP |                              | 117-81-7                | ja [3]                 | Weichmacher für PVC und Cellulosenitrat und zum Anreiben von Farbpigmenten                                                     |
| Dioctylphthalat                                                     | DNOP      |                              | 117-84-0                | nein                   | |
| Diisooctylphthalat                                                  | DIOP      |                              | 27554-26-3              | nein                   | |
| Decyloctylphthalat                                                  | ODP       |                              | 119-07-3                | nein                   | |
| Diisononylphthalat                                                  | DINP      |                              | 28553-12-0 / 68515-48-0 | ja [3]                 | Weich-PVC |
| Diisodecylphthalat                                                  | DIDP      |                              | 26761-40-0 / 68515-49-1 | nein                   | Weich-PVC |
| Dipropylheptylphthalat                                              | DPHP      |                              | 53306-54-0              | ja [3]                 | |
| Diundecylphthalat                                                   | DUP       |                              | 3648-20-2               | nein                   | |
| Diisoundecylphthalat                                                | DIUP      |                              | 85507-79-5              | nein                   | |
| Ditridecylphthalat                                                  | DTDP      |                              | 119-06-2                | nein                   | |
| Diisotridecylphthalat                                               | DIUP      |                              | 36901-61-8 / 27253-26-5 | nein                   | |
| Bis(2-methoxyethyl)phthalat                                         | BMEP      |                              | 117-82-8                |                        | |
| 1,2-Benzoldicarbonsäure, Di-C6-8-verzweigte Alkylester, C7-reich    | DIHP      |                              | 71888-89-6              |                        | |
| 1,2-Benzoldicarbonsäure, Di-C7-11-verzweigte und lineare Alkylester | DHNUP     |                              | 68515-42-4              |                        | |
| 1,2-Benzoldicarbonsäure, Di-C11-14-verzweigte Alkylester, C13-reich |           |                              | 68515-47-9              |                        | |
| 1,2-Benzoldicarbonsäure, Dipentylester, verzweigt und linear        |           |                              | 84777-06-0              |                        | |
| Diisopentylphthalat                                                 | DIPP      |                              | 605-50-5                |                        | |
| Isopentylpentylphthalat                                             | PIPP      |                              | 776297-69-9             |                        | |

Nicht enthalten in der obigen Liste sind Polymere, z. B. Alkydharze.